# 杜基拉特
杜基拉特（Dugi Rat）是位於克羅埃西亞東南部達爾馬提亞地區的一個城鎮，在行政區劃上屬於斯普利特-達爾馬提亞縣。據2001年人口普查，這裡有人口7,305人，其中98%是克羅埃西亞人。在克羅埃西亞語中，「dugi rat」意為長海岬。
43°15′43″N 16°37′16″E / 43.262°N 16.621°E